# Elbschifffahrtsmuseum
Das Elbschifffahrtsmuseum befindet sich an der Elbstraße 59 in Lauenburg/Elbe, Schleswig-Holstein. Es widmet sich der Schifffahrt auf der Elbe von Böhmen bis Hamburg.

## Geschichte
Das Lauenburger Elbschifffahrtsmuseum besteht seit 1926 und wurde 1960 in ein überregionales Elbschifffahrtsmuseum umgewandelt. Ziel dieses in der Altstadt von Lauenburg gelegenen Museums ist die Darstellung der geschichtlichen Entwicklung der Elbschifffahrt. Mit Modellen, Schaukästen und Originalexponaten wird die Entwicklung der Elbschifffahrt dargestellt. So wird z. B. die Kettenschifffahrt auf der Elbe mit Modellen und Erläuterungen dokumentiert.
Das Museum wurde zwischen 2010 und 2011 saniert und restauriert. Dabei entstand ein neuer Zwischenbau, der die historischen Gebäudeteile miteinander verbindet. Die Baukosten betrugen 2,6 Millionen Euro.

## Exponate
Im unteren Teil des denkmalgeschützten Museumgebäudes (das ehemalige Rathaus der Stadt) befindet sich die „Schatzkammer der Schiffsantriebe“. Hier stehen in intensiver blauer Effektbeleuchtung Schiffsmaschinen von 1850 bis zur Gegenwart. Deren Funktion wird zum Teil mit Hilfe von Elektromotoren demonstriert. Unter den Exponaten befinden sich unter anderem ein aufgeschnittener Schiffsdampfkessel für Kohlefeuerung, vier Dampfmaschinen, eine Dampfturbine, ein Glühkopfmotor mit Schwungrad, zwei Kleindieselmotoren und ein Junkers-Gegenkolbenmotor, ein Schaufelrad mit Exzenter und beweglichen Schaufeln, eine genietete Schiffsschraube und ein Voith-Schneider-Propeller. Die Sammlung ist in ihrer Art einzigartig in Deutschland.
Mit wechselnden Ausstellungen und Vorträgen werden regelmäßig schiffstechnische Themen vorwiegend zur Binnenschifffahrt behandelt. Von besonderer wissenschaftlicher Bedeutung ist das Schifffahrtsarchiv mit historischen Fotos, Fachzeitschriften und Büchern zur mitteleuropäischen Binnenschifffahrt, das außerdem etwa 25.000 technische Zeichnungen beinhaltet.
Der Raddampfer Kaiser Wilhelm, der als schwimmendes Exponat zum Museum gehört, wird vom „Verein zur Förderung des Lauenburger Elbschiffahrtsmuseums“ betrieben und unterhalten.

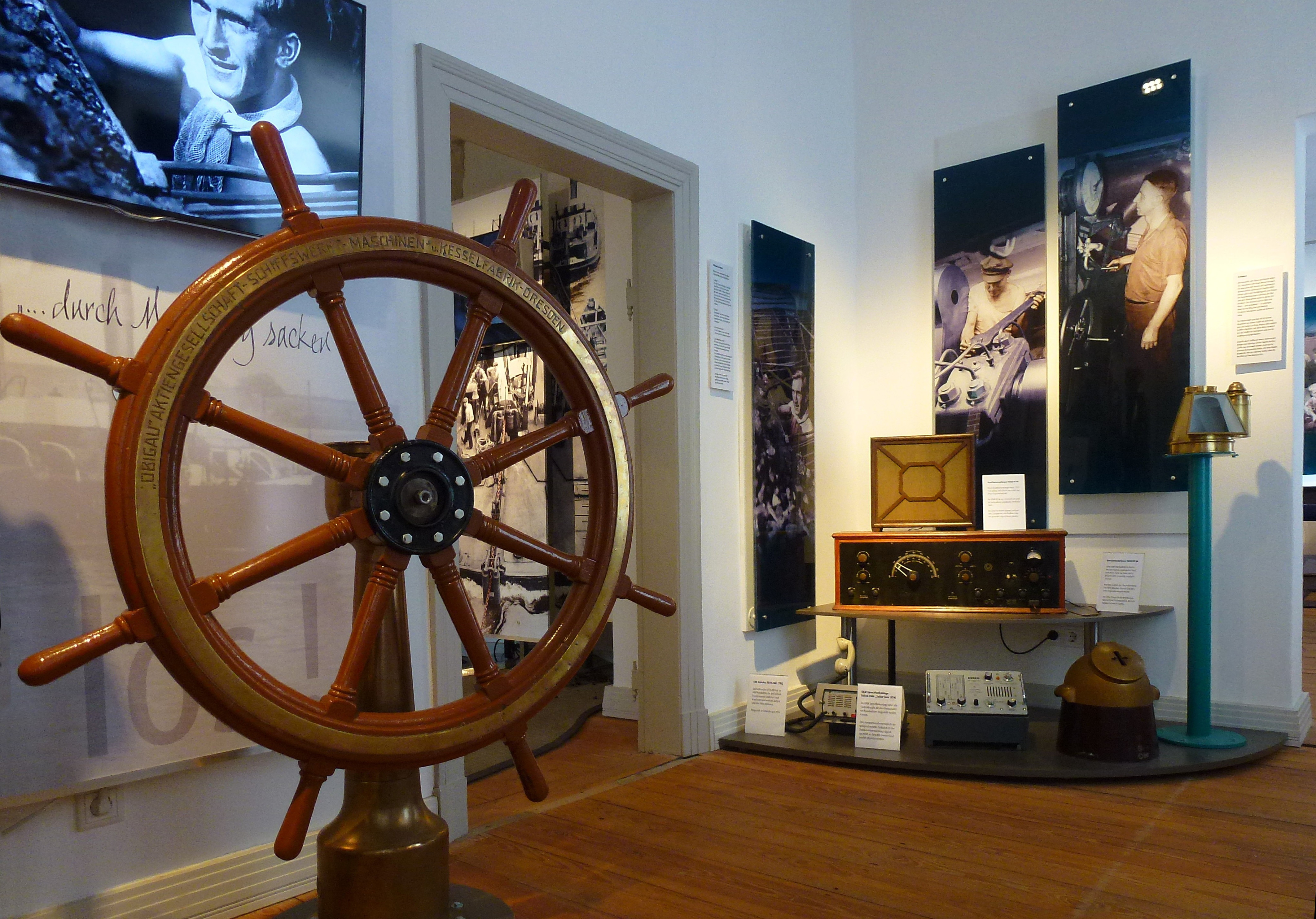
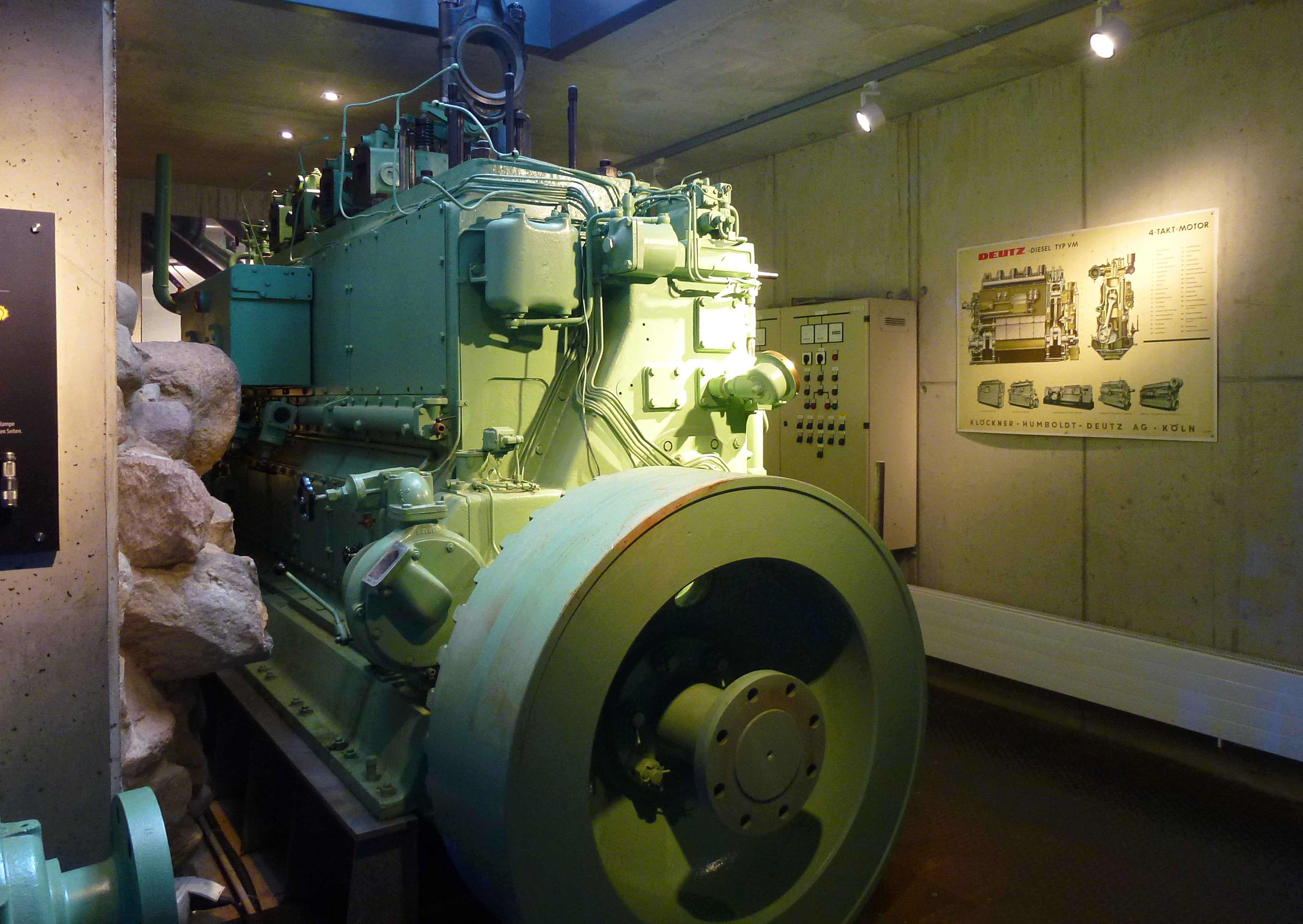
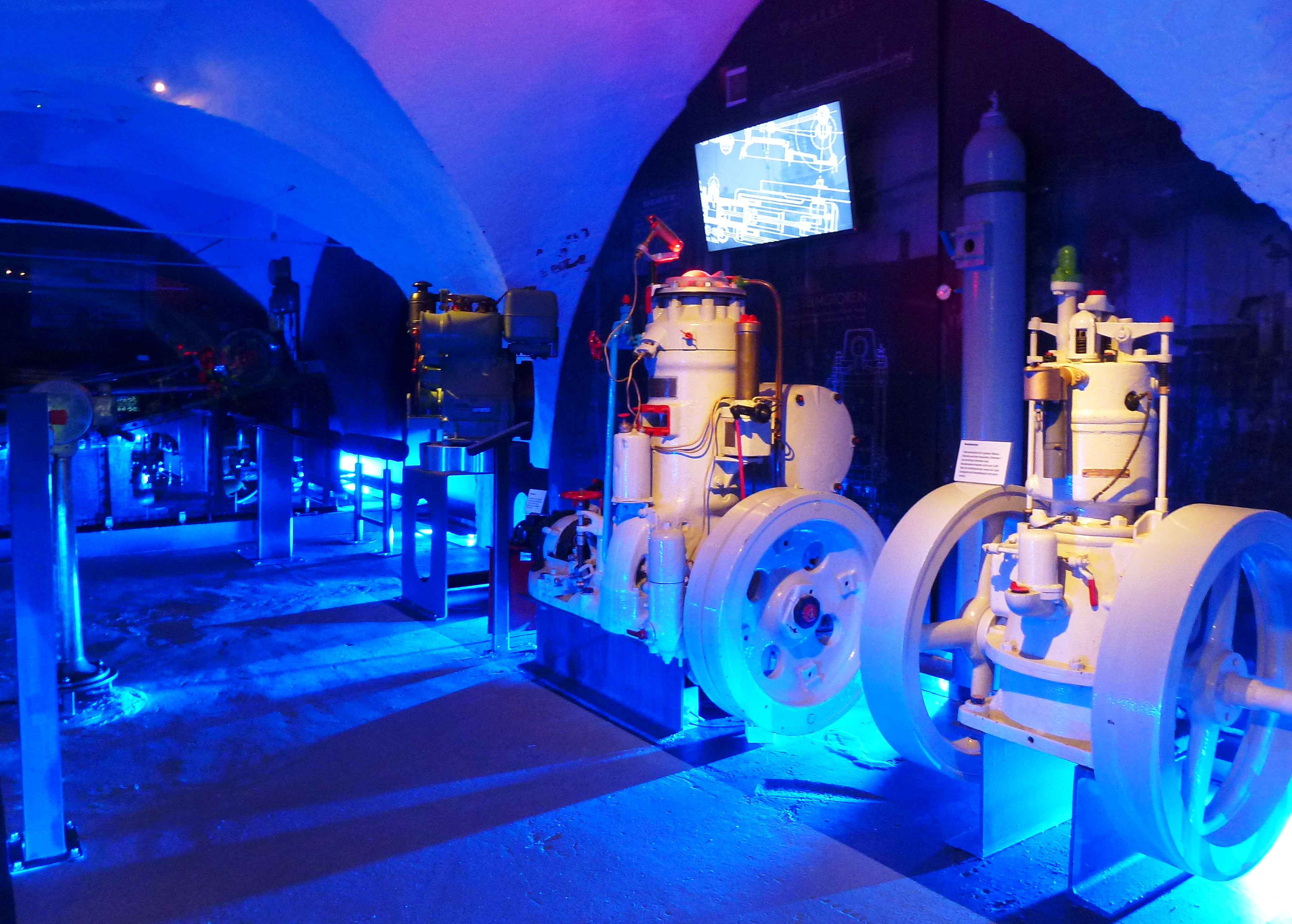
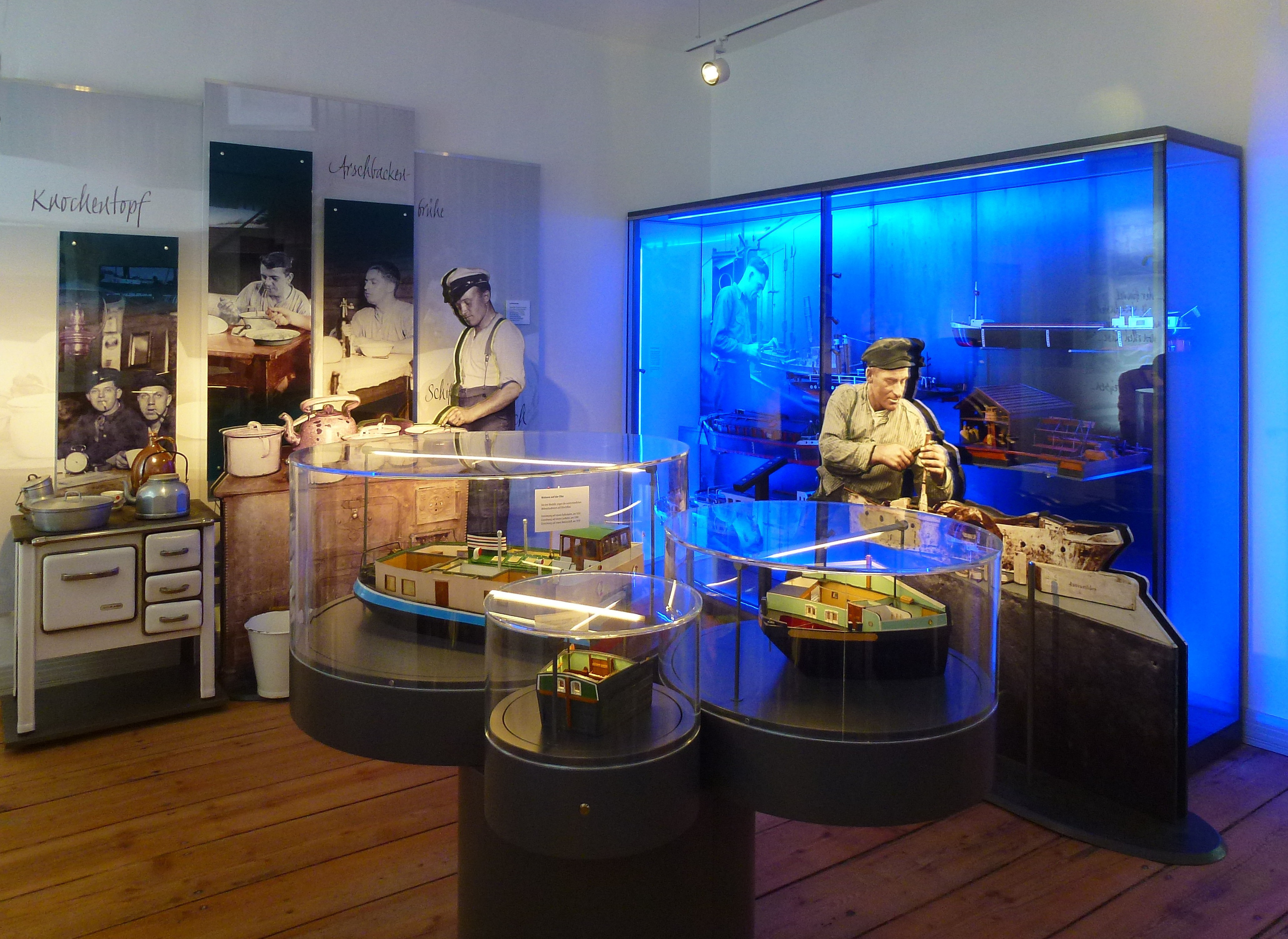

## Elbschifffahrtsarchiv
Der "Verein zur Förderung des Lauenburg Elbschiffahrtsmuseum" unterhält mit dem Elbschifffahrtsarchiv eines der wichtigsten nicht-staatlichen Archive zur Geschichte der Binnenschifffahrt im Elbabereich.
Neben rund 50.000 technischen Zeichnungen verschiedener Binnenschiffswerften und ca. 5000 weiteren Archivalien steht der Forschung eine Fachbibliothek mit ca. 8000 Büchern und Zeitschriftenbänden zur Verfügung.